# Roots d'Oakland
Maillots
Actualités
Oakland Roots Sports Club est un club américain de football basée à Oakland en Californie. Le club a été fondé en 2018 par un groupe de natifs d'Oakland et a commencé à jouer dans la National Independent Soccer Association à l'automne 2019. En 2021, le club rejoint l'USL Championship.

## Histoire
Le club a été formé en juillet 2018 et sera connu sous le nom d'Oakland Roots Sports Club. Le club devait initialement jouer dans la NPSL Founders Cup, mais s'est finalement retiré puis rejoint la National Independent Soccer Association, une ligue professionnelle de 3e division,.
Oakland Roots a commencé par signer trois joueurs au printemps 2019 : Devante Dubose, Julio Cervantes et Yohannes Harish,. Ensuite par la signature de plusieurs joueurs de haut niveau alors que le club construisait ses listes inaugurales. Parmi ces joueurs, on compte Benji Joya, ancien joueur originaire de San Jose et joueur de MLS , Victor Bernardez, ancien vétéran de la Coupe du monde hondurien et joueur du San Jose Earthquake, et Jack McInerney, ancien choix de premier tour de la draft MLS,,.
Le club a annoncé le 9 mai 2019 que Paul Bravo, originaire de la région de la baie de San Francisco et ancien joueur de la MLS et directeur technique des Colorado Rapids, serait son premier entraîneur.

### National Independent Soccer Association
La saison inaugurale 2019-20 de la NISA à eu lieu à domicile et à guichets fermés avec plus de 4 500 supporters. McInerney a inscrit un triplé en première mi-temps dans un match qui s'est finalement soldé par un match nul 3-3.

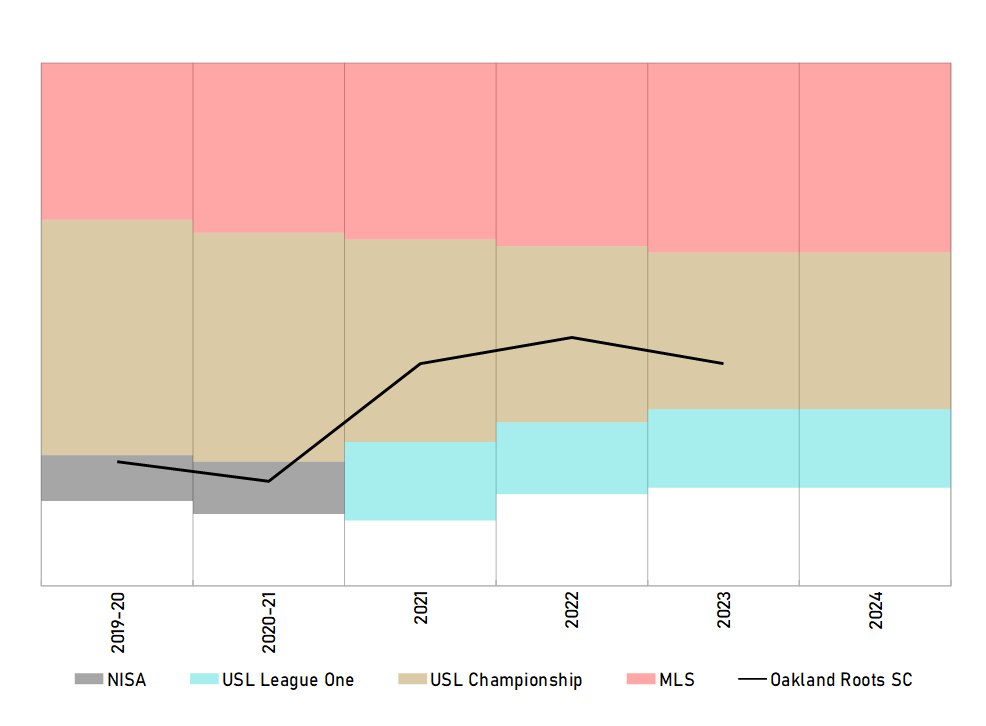
Historique des performances des Roots en saison régulière

Le 31 octobre 2019, Oakland Roots et Bravo ont convenu mutuellement de se séparer. Le 3 décembre 2019, Oakland Roots a annoncé Jordan Ferrell comme nouvel entraîneur de l'équipe première du club.

### USL Championship
Le 15 septembre 2020, l'équipe a annoncé qu'elle passerait de la troisième division NISA à l'USL Championship, l'équivalent de la 2e division Nord-américaine.
Initially, in 2017, the USL approved a bid from real estate developer Mark Hall to bring a soccer team to Concord, California, instead of Oakland,. The team, called USL East Bay, planned to play in a 15,000+ seat soccer-specific stadium complex before the development idea was scrapped in May 2020,. The team's territorial rights were later sold to the Roots.
En novembre 2020, les Oakland Roots ont annoncé la signature du milieu de terrain Saalih Muhammad, né à Oakland transféré de New Mexico United en tant que premier joueur du club en USL. Cela a été suivi par les signatures début décembre de Max Ornstil, natif de Oakland et les re-signatures de Yohannes Harish et Tarn Weir, ainsi que de nombreux autres.
En avril 2021, Marshawn Lynch a rejoint le groupe de propriétaires de Roots.
Les Oakland Roots ont remporté leur premier championnat USL le 23 mai face au LA Galaxy II lorsque l'attaquant Jeremy Bokila a marqué dans le temps additionnel pour donner à Oakland la victoire 3-2. L'équipe devait lancer la saison à domicile du championnat USL le 19 juin contre Sacramento Republic FC, mais le match a été annulé en raison de problèmes de terrain. Plusieurs matchs sont annulés en raison des protocoles de santé et de sécurité de l'USL pendant la pandémie de COVID-19.
Le 21 décembre 2021, les Roots ont annoncé qu'ils louaient l'ancien centre d'entraînement des Raiders d'Oakland à Alameda comme centre d'entraînement.
Le 30 décembre 2021, les Roots ont annoncé Juan Guerra comme quatrième entraîneur du club.
Le 23 octobre 2022, les Roots ont battus San Diego Loyal 3-0 au premier tour des séries éliminatoires. Cela leur a valu leur billet pour jouer contre San Antonio, où ils se sont inclinés 3-0.
Le 18 septembre 2023, l'équipe a annoncé que le chanteur de Green Day, Billie Joe Armstrong a rejoint le groupe de propriétaires des Roots. De plus, l'équipe a été ouverte à l'investissement et à la propriété communautaires ce mois-là.
Le 26 octobre 2023, l'équipe a annoncé que l'entraîneur de la NBA Jason Kidd a rejoint le groupe de propriétaires des Roots.

## Stade
Les matchs à domicile des Roots ont été joués au Laney College Football Stadium, un stade polyvalent situé près du lac Merritt jusqu'à la saison 2022. Pour les matchs de Roots, le terrain a été élargi à l'aide d'un système de gazon modulaire. Le stade pouvait accueillir 3 500 spectateurs assis et jusqu'à 5 500 spectateurs debout.
En 2023, le Laney College a installé un nouveau système de gazon qui s'est avéré incompatible avec le système modulaire utilisé par les Roots. Cela a conduit le club à déplacer les matchs à domicile au Pioneer Stadium sur le campus de la CSU East Bay pour l'intégralité de la saison 2023.

### Fréquentation moyenne
| Année          | Rég. Saison |
| -------------- | ----------- |
| Automne 2019   | 4 927       |
| Printemps 2020 | 5 193       |
| Automne 2020   | N / A       |
| 2021           | 4 344*      |
| 2022           | 4 664       |
| 2023           | 3 894       |
| 2024           | 4 018       |

- Uniquement pour les matchs à Laney et Merritt

## Club
La culture sportive et musicale locale a mis en valeur le blason du club, conçu par Matthew Wolff . Des produits Roots ont été présentés dans deux vidéos de G-Eazy, « West Coast » et « Bang »,. Un t-shirt Roots est également apparu dans la vidéo « Flame Go » de Zion I quelques mois plus tard. Damian Lillard, originaire d'Oakland, portait des produits dérivés Oakland Roots avant un match des éliminatoires de la NBA 2019. Le rappeur d'Oakland Mistah FAB s'est produit avant le dernier match à domicile du club en 2019. Kevon Looney des Golden State Warriors portait un t-shirt Roots sur le banc lors d'un match de saison régulière de la NBA. Produits dérivés Roots présentés dans la vidéo « All me » de Kehlani le 13 février 2020. Les rappeurs underground Murs et The Grouch se sont produits avant le match de l'équipe du 7 mars 2020 contre le Michigan Stars FC.

### Supporters
Oakland Roots compte six principaux groupes de supporters : Roots Radicals, La Brigada Del Pueblo, Oakland 68s, Homegrown Hooligans, Forever Oakland et Los Roots. « The Function » est une coalition de fans des six groupes. « The Function » fait référence au single d'E-40, tandis que « Roots Radicals » est une ode au groupe de punk rock de l'East Bay Rancid.

## Equipementiers et sponsors
| Saison    | Equipementiers | Sponsors du maillot |
| --------- | -------------- | ------------------- |
| 2019–2020 | Nike           | Oaklandais          |
| 2021–2022 | Puma           | Élévation Santé     |
| 2023      | Meyba          | Élévation Santé     |
| 2024–     | Charly         | Élévation Santé     |

## Personnalités du club

### Numéros retirés
- 24 – Rickey Henderson – Légende du sport à Oakland

## Palmarès

### Ligue
National Idependent Soccer Association
- Conférence Ouest (1)
  - Champion : 2020